# Міссула (округ, Монтана)
Шаблон:StateAbbr_ 47°02′ пн. ш. 113°56′ зх. д. / 47.04° пн. ш. 113.93° зх. д.
Округ Міссула (англ. Missoula County) — округ (графство) у штаті Монтана, США. Ідентифікатор округу 30063.

## Історія
Округ утворений 1864 року.

## Демографія
За даними перепису
2000 року
загальне населення округу становило 95802 осіб, зокрема міського населення було 69491, а сільського — 26311.
Серед мешканців округу чоловіків було 47875, а жінок — 47927. В окрузі було 38439 домогосподарств, 23145 родин, які мешкали в 41319 будинках.
Середній розмір родини становив 2,96.
Віковий розподіл населення поданий у таблиці:
| Стать    | До 15 років | 15-21 | 22-29 | 30-39 | 40-49 | 50-65 | 65-85 | Понад 85 |
| -------- | ----------- | ----- | ----- | ----- | ----- | ----- | ----- | -------- |
| Чоловіки | 9212        | 6307  | 7021  | 6656  | 7494  | 7120  | 3672  | 393      |
| Жінки    | 8665        | 6455  | 6168  | 6575  | 7665  | 6879  | 4652  | 868      |

## Суміжні округи
- Лейк — північ
- Флетгед — північний схід
- Повелл — схід
- Гранит — південний схід
- Раваллі — південь
- Айдахо, Айдахо — південний захід
- Клірвотер, Айдахо — південний захід
- Мінерал — захід
- Сендерс — північний захід

## Виноски
1. ↑  US Decennial Census. US Census Bureau. Архів оригіналу за 19 липня 2018. Процитовано 29 листопада 2014.
2. ↑  Historical Census Browser. University of Virginia Library. Архів оригіналу за 11 серпня 2012. Процитовано 29 листопада 2014.
3. ↑  Population of Counties by Decennial Census: 1900 to 1990. US Census Bureau. Архів оригіналу за 22 вересня 2018. Процитовано 29 листопада 2014.
4. ↑  Census 2000 PHC-T-4. Ranking Tables for Counties: 1990 and 2000 (PDF). US Census Bureau. Архів оригіналу (PDF) за 18 грудня 2014. Процитовано 29 листопада 2014.
5. ↑  State & County QuickFacts. US Census Bureau. Архів оригіналу за 3 липня 2011. Процитовано 15 вересня 2013.(англ.) Наведено за англійською вікіпедією.
6. ↑  American FactFinder. Бюро перепису населення США. Архів оригіналу за 26 лютого 2012. Процитовано 31 січня 2008.

| США | Це незавершена стаття з географії США. Ви можете допомогти проєкту, виправивши або дописавши її. |